# 簗瀬 (安中市)
簗瀬（やなせ）は、群馬県安中市の地名。郵便番号は379-0134。面積は0.87km2(2010年現在)。

## 地理
碓氷川の左岸段丘上に位置している。

### 河川
- 碓氷川

## 歴史
江戸時代頃からある地名で、安中藩領だった

### 年表
- 1889年4月1日 町村制施行により、簗瀬村は原市村、郷原村、嶺村と合併して原市町が成立する。
- 1955年3月1日 原市町は、（旧）安中町、秋間村、磯部町、東横野村、板鼻町、岩野谷村、後閑村と合併して安中町となる。そのため、安中町簗瀬となる。
- 1958年11月1日 市制施行により、安中町は安中市となる。そのため安中市簗瀬となる。

### 地名の由来
川の瀬に簗を作って魚をとった簗をかける瀬にちなむ。

## 世帯数と人口
2017年（平成29年）7月31日現在の世帯数と人口は以下の通りである。
| 大字 | 世帯数  | 人口    |
| ---- | ------- | ------- |
| 簗瀬 | 451世帯 | 1,160人 |

## 教育
市立小・中学校に通う場合、学区は以下の通りとなる。
| 番地 | 小学校             | 中学校             |
| ---- | ------------------ | ------------------ |
| 全域 | 安中市立原市小学校 | 安中市立第二中学校 |

## 交通

### 鉄道
同町に鉄道駅はない。

### 道路
国道は国道18号が通っている。県道は群馬県道48号下仁田安中倉渕線が通っている。

## 施設
- 安中市立原市保育園
- 原市第九区住民センター
- 八幡平陣城
- 簗瀬二子塚古墳

## 避難所
指定緊急避難場所
- 原市第9区住民センター（簗瀬公会堂）[6]
- 簗瀬二子塚古墳公園

指定避難所
- 原市保育園  [7]
- 原市公民館
- 原市体育館